# Yosef Serlin
Yosef Serlin (en hebreo: יוסף סרלין), nació el 24 de febrero de 1906 y murió el 15 de enero de 1974; fue un activista sionista, abogado y político israelí.

## Biografía
Yosef Serlin nació en Białystok, una ciudad del Imperio ruso ubicada en Podlaquia (hoy en Polonia), donde asistió al colegio hebreo. Estudió derecho en la Universidad de Varsovia, recibiendo su título en 1929. Fue un miembro activo en el Movimiento Sionista de Polonia, y fue presidente de la Federación de académicos sionistas en Varsovia. Se hizo secretario personal de Nahum Sokoloff en 1930. También fue miembro del Comité Central del Movimiento Radical Sionista en Polonia. 
En 1933 emigró al Mandato británico de Palestina, y trabajó como abogado en Tel Aviv. Fue uno de los fundadores de los Sionistas Generales. Después de la creación del Israel en 1948, fue miembro del Consejo de Estado provisional. Posteriormente, fue elegido para el primer cuarto de la Knéset en representación de los Generales sionistas. En 1954 se incorporó a Yosef Sapir y Simha Erlich para reforzar su control sobre el partido. Sin embargo, en 1957 se produjo un cisma entre él y Sapir, y una disminución de su poder dentro del partido. En 1961 se convirtió en uno de los líderes del Partido Liberal, siendo elegido para la quinta Knéset. El Partido Liberal se fusionó en Gahal, para el que fue elegido para Knésets posteriores (sexta y séptima). También fue diputado portavoz de la Knéset. 
De 1952 a 1953 ocupó el cargo de Ministro de Transporte, y luego, de 1953 a 1955, el de Ministro de Salud. Intentó fortalecer el control nacional sobre el sistema de salud a expensas de los fondos de los enfermos de Israel. En 1958 propuso un sistema de elección mixto, de acuerdo con la mayoría de diputados que debían ser elegidos de treinta zonas de votación.